# Ampithoe maxillissius
Ampithoe maxillissius är en kräftdjursart. Ampithoe maxillissius ingår i släktet Ampithoe och familjen Ampithoidae. Inga underarter finns listade i Catalogue of Life.